# 新经济政策

银卢布 1924

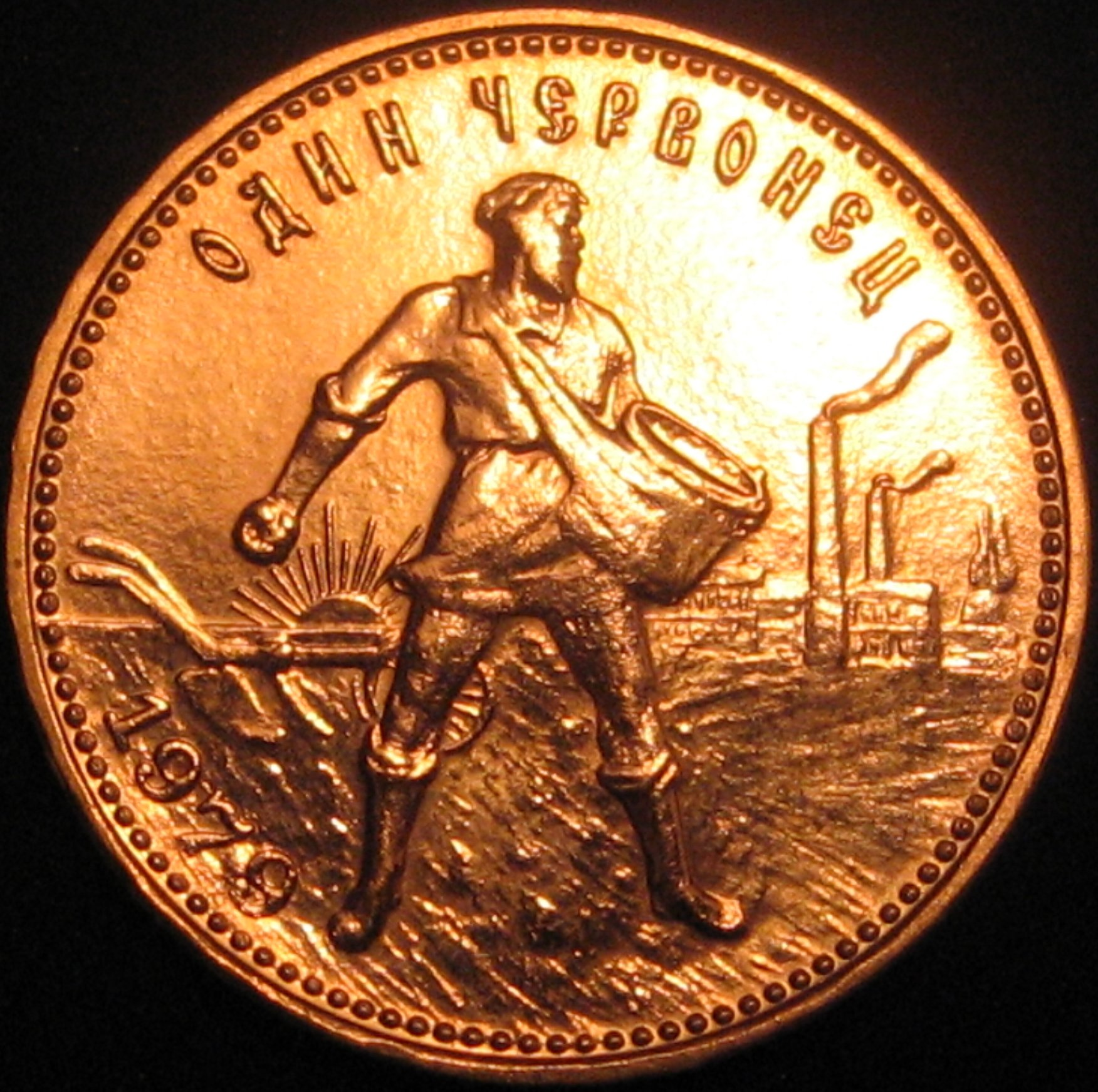
新货币的发行使得新经济政策得以成功进行，这是1979年苏联为纪念新经济政策重新铸造的

新经济政策（俄语：Новая экономическая политика，缩写为）是俄共（布）第十次全国代表大会决议通过，1921年3月21日颁布实施的一项政策法令。旨在以实物税的形式代替先前战时共产主义时期的余粮收集政策，此项政策亦在工业领域进行了延伸。新经济政策也是社会主义市场经济，或中国特色社会主义的理论基础。

## 其背景
1918年，正值俄国的布尔什维克者们正在同白俄进行激烈的政权争夺，由于战时资源的极度匮乏和西方各资本主义国家对新生的红色政权实行封锁，列宁颁布实施了战时共产主义政策，对农民配额外的粮食进行强制征收。鉴于国内革命战争中战时共产主义政策取得的成功经验，苏俄在战争结束后决定这沿用这一制度，此举严重挫伤了农民的劳动积极性，甚至引发了一些地方的暴动（喀琅施塔得起义）。由此苏俄引入了更灵活的新经济政策来代替战时共产主义。包括：
1. 废除余粮收集政策，实施实物税。
2. 停止配给制度，允许商品买卖。
3. 放松了贸易限制，鼓励外资企业投资，将资金与技术引进俄国。
4. 停止以没收的方式进行资本主义改造，改以租借和租让的方式，在一定范围内允许个体私营经济的存在。

列宁解释道：“我们仍未到进入社会主义的阶段”。这暗示俄国仍是一个初级的农业国家，工业化基础非常薄弱，仍未满足全面社会主义的条件。

## 结果
在余粮收集政策取消后，农民不再担心余粮被无偿征集，加之半封建土地制度的废除，他们的工作积极性空前高涨，粮食产量大幅提高并超过了革命前水平。当农业迅速发展之时，国有重工业由于政策缺失仍然进展缓慢。为了提高行业收入，工厂开始提高工业产品的销售价格，由此造成的制造业产品的成本提高使农民不得不生产更多的农业产品来购买消费产品。进而农业产品價格大幅下降而工业产品价格急剧上涨，这就是为众人所知的工农业产品价格剪刀差，但这一定程度上促进了苏俄的工业化。
新经济政策成功地恢复了第一次世界大战和俄国国内革命战争给社会经济带来的破坏。至1928年，俄国的工农业产品产量成功地恢复到了一战前水平（1913年）。
然而，新经济政策的实行同样让苏联社会中滋生出了大量的“耐普曼”和新富农，这两个作为新资产阶级的群体日渐不满于新经济政策，要求布尔什维克在经济问题上继续「后退」；在没有「得逞」的情况下，新资产阶级开始使用消极抵抗的方法对抗国家管控的经济运作，因不满粮价过低而囤积粮食拒绝出售，最终导致了1927年苏联全国范围内的粮食收购危机，当年苏联粮食获得丰产，但国家收购到的粮食较前一年下降了1.28亿普特（1普特=16.38公斤，当时苏联全国粮食年产量在5.5亿普特左右），导致该年苏联粮食出口量从一亿五千三百万普特骤降到两千七百万普特，这对在新经济政策路线下依靠粮食出口获得外汇从而购买设备建设工业的苏联来说是致命的。这一事件也是布尔什维克推动农业集体化的直接导火索。与此同时，苏联国内的官商勾结腐败现象也达到了惊人的程度，在1921年发生了贪污受贿大规模地蔓延的现象，在1921-25年的大力管控下腐败现象虽然有所收敛，但到1926-1928年又出现大规模回弹。

## 结束
1924年列宁死后，布哈林成为了新经济政策最重要的支持者，斯大林则与布哈林结为同盟，反对托洛茨基-季诺维也夫联合反对派的“超工业化”纲领，由于联合反对派在党内斗争中失败，新经济政策得以维持到1928年。然而在1928年“联合反对派”集团已经被开除出党、而粮食收购危机也已经发生的情况下，矛盾转化为布哈林和斯大林之间的矛盾，对新经济政策的争论则首先开始于对粮食问题的争论。布哈林主张安抚农民，进一步提高粮价，向农民提出了著名的“发财吧！”的口号；然而斯大林认为粮食收购问题是“被农村资本主义分子，首先是富农，利用来破坏苏维埃经济政策”的结果，认为提高粮价根本不可能解决问题，最终的解决方案必须是消灭富农和实现农业集体化。联共（布）内部的路线分歧最终以党内权力斗争方式解决，斯大林成功战胜了以布哈林和李可夫为首的右倾反对派，确立了个人的最高统治地位，新经济政策随即被斯大林废除，取而代之的是第一个五年计划，斯大林想要迅速地积累资本进行国家工业化并达到西方资本主义国家的水平。他全面引进了中央集权的计划经济体制，以农业集体化全面代替了新经济政策。
新经济政策通常被认为是一过渡性政策，并且不为布尔什维克政党中的激进分子所热衷。他们视之为与资本主义的妥协甚至是对共产主义信条的一种背叛，并且对经济起着长期的负面效应，使一些以倒卖粮食的中间商人为代表阶级敌人获利。他们想用一种完全计划的经济模式来代替。列宁曾经就新经济政策说过：“我们退一步的目的是，为了前进两步。”这也印证了斯大林的五年计划是对列宁遗愿的完成。